# جاده ئی۰۱۴ اروپا
جاده ئی۰۱۴ اروپا (به انگلیسی: European route E014) یکی از جاده‌های درجه ۲ قاره اروپا است.
این جاده که در کشور قزاقستان قرار دارد، از شهر اوشارال شروع شده در شهر دوستیک به پایان میرسد.